# Turricula ceylonica
Turricula ceylonica é uma espécie de gastrópode do gênero Turricula, pertencente a família Clavatulidae.